# Wojciech Gierłowski
Wojciech Gierłowski (ur. 20 kwietnia 1946 w Łodzi, zm. 12 grudnia 2007 tamże) – reżyser filmów animowanych, animator.

## Życiorys
Studiował w łódzkiej szkole filmowej. Przez kilkadziesiąt lat związany był ze studiem filmowym Se-ma-for.
Zrealizował kilkadziesiąt filmów, jako animator, m.in. 15 odcinków Miś Uszatek, kilka części serialu Trzy misie czy Kolorowy świat Pacyka, a także Maurycy i Hawranek, Mały pingwin Pik-Pok, Piotruś i Wilk. Robił też animację do serialu telewizyjnego Niezwykłe przygody pluszowych misiów. Jako reżyser zadebiutował filmem Grzybobranie.
W latach 1993–1997 wyreżyserował 28 odcinków telewizyjnego serialu lalkowego Kasztaniaki. Reżyser filmu aktorsko-animowanego Ostatnie pokolenie według scenariusza Jerzego Ficowskiego i spektaklu Dzieci z łódzkiego getta, który w 2003 r. zainaugurował obchody 60. rocznicy likwidacji łódzkiego getta. W 2005 r. zrealizował dokument Z głębokości wołam....
Jego ostatni film to Mokra bajeczka. Premiera kinowa miała miejsce w kwietniu 2006 r. na Festiwalu Reanimacja w Łodzi.

## Nagrody
- Nagroda Stowarzyszenia Filmowców Polskich na Festiwalu Filmów dla Dzieci w Poznaniu za Grzybobranie - 1989 r.
- Nagroda Monumentum Judaicum Lodzense na Festiwalu Mediów Człowiek w zagrożeniu za Z głębokości wołam... - 2004 r.
- Platynowe Remi na festiwalu w Houston za Mokra bajeczka (najlepsza reżyseria telewizyjna) - 2007 r..